# Zombrus atriceps
Zombrus atriceps är en stekelart som först beskrevs av Charles Thomas Brues 1924.  Zombrus atriceps ingår i släktet Zombrus och familjen bracksteklar. Inga underarter finns listade i Catalogue of Life.